# (8941) Junsaito
(8941) Junsaito (1997 BL2) – planetoida z pasa głównego asteroid okrążająca Słońce w ciągu 5,86 lat w średniej odległości 3,25 au. Odkryta 30 stycznia 1997 roku.